# Roger Norrington

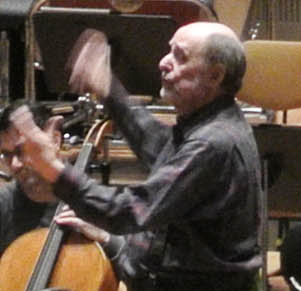
Roger Norrington (2013)

Sir Roger Arthur Carver Norrington CBE (* 16. März 1934 in Oxford; † 18. Juli 2025) war ein britischer Dirigent.

## Leben und Wirken

### Ausbildung
Roger Norrington lernte als Kind Geige und Gesang. Ein 1946 in England stark beachtetes Konzertgastspiel der Berliner Philharmoniker unter Wilhelm Furtwängler war Grundlage seines Entschlusses, Dirigent zu werden.
Norrington studierte an der Westminster School Geschichte und an der Universität von Cambridge englische Literatur, während dieser Zeit betätigte er sich schon als Chorleiter von Amateurensembles. Musik studierte er am Royal College of Music.

### Historische Aufführungspraxis in London
Norrington gründete mehrere Ensembles, die sich der historischen Aufführungspraxis verpflichtet fühlen, so den Schütz Choir of London und die London Classical Players. Mit dem letztgenannten Orchester war er einer der ersten, die auch Werke des 19. Jahrhunderts auf altem Instrumentarium, mit alter Besetzung und Aufstellung spielen ließen. Nach Norringtons Ansicht wurde das Vibrato der Streicher erst in den 1920er-Jahren üblich, so dass er darauf verzichtete; eine Behauptung, die heute allerdings angezweifelt wird. Besondere Beachtung fand dabei eine Gesamteinspielung der Sinfonien und Klavierkonzerte Beethovens.

### Salzburg, Stuttgart und Zürich
1997 übernahm Norrington die Leitung der Camerata Salzburg, ab 1998 war er Chefdirigent beim Radio-Sinfonieorchester Stuttgart. Mit „seinem“ Radio-Sinfonieorchester erarbeitete Norrington ein ganz individuelles Klangbild, das von der Fachpresse gerne als Stuttgart Sound tituliert wurde. Gemeint war damit die Synthese von historisch informiertem Musizieren mit den Mitteln eines modernen und flexiblen Rundfunk-Klangkörpers. Insbesondere machte Norrington weiterhin sehr spärlichen Gebrauch des Vibrato, verwendete oft sehr zügige Tempi und variierte die Aufstellung der Instrumente auf der Bühne. Sinfonische Zyklen mit Werken von Mozart, Beethoven, Berlioz, Mendelssohn, Schumann, Brahms, Bruckner und Mahler, die Norrington zuletzt mit dem Radio-Sinfonieorchester Stuttgart interpretierte, fanden weltweite Beachtung. Innerhalb der Stuttgarter Musikerschaft blieb Norringtons Aufführungspraxis jedoch nicht unumstritten. So zeichnete beispielsweise der Bratschist des Melos Quartetts, Hermann Voss, im Jahre 2005 zwei derbe Karikaturen zum vibratofreien Streicherklang Norringtons und schrieb dazu: „Außer im Stuttgarter Feuilleton findet the New Stuttgart Style bloß Hohn und Spott.“
Ende Juli 2011 gab Norrington seine Tätigkeit beim RSO Stuttgart auf. Ab der Saison 2011/12 bis 2016 war er als Principal Conductor des Zürcher Kammerorchesters tätig.

### Gastdirigate
Norrington war ein weltweit gefragter und mit häufigen Gastdirigaten beauftragter Orchesterleiter. Am 13. September 2008 dirigierte Norrington in London erstmals die Last Night of the Proms. Von 2006 bis 2009 war er künstlerischer Berater der Bostoner Handel and Haydn Society. Er war erster Gastdirigent des Orchestre de Chambre de Paris und der Deutschen Kammerphilharmonie Bremen. Er hat über 50 Uraufführungen dirigiert und ist regelmäßig mit den Berliner Philharmonikern, den Wiener Philharmonikern und vielen bedeutenden Orchestern auf der ganzen Welt aufgetreten.
Norrington beendete seine über 50-jährige Karriere am 18. November 2021 mit einem Haydn-Programm am Pult der Royal Northern Sinfonia.

## Ehrungen
- 1997: Nobilitierung als Knight Bachelor
- 2000: Grammy Awards 2000 für die Einspielung des Violinkonzerts von Nicholas Maw mit dem London Philharmonic Orchestra[12]
- 2001: Echo für die Aufnahme der 1. Sinfonie von Edward Elgar
- 2003: Grammy-Nominierung für die Einspielungen der Beethoven-Sinfonien mit dem Radio-Sinfonieorchester Stuttgart[12]
- 2004: Midem Classical Award
- 2004: Record Geijutsu Award
- 2004: Bremer Musikfest-Preis
- 2011: Verdienstorden der Bundesrepublik Deutschland, Bundesverdienstkreuz 1. Klasse[13]
- 2019: Internationaler Heinrich-Schütz-Musikpreis[14]